# جينيفيف ر. كلاين
جينيفيف ر. كلاين (بالإنجليزية: Genevieve R. Cline)‏ هي قاضية ومحامية أمريكية، ولدت في 2 يوليو 1879 في وارن في الولايات المتحدة، وتوفيت في 25 أكتوبر 1959 في كليفلاند في الولايات المتحدة.